# حزب مهستان ایران
حزب مِهستان ایران با نام پیشین کانون مِهستان یک حزب سیاسی اصلاح‌طلب در ایران است. این حزب خود را حزبی ایران‌گرا و باورمند به شکل‌گیری شایسته‌سالاری در نظام حکومتی ایران و لزوم تشکیل اتحادیۀ کشورهای حوزۀ فرهنگی-تمدنی ایرانی معرفی کرده‌است. فعالیت این حزب از سال ۱۳۸۳ با نام کانون مهستان شروع شد و در سال ۱۳۸۲ نام خود را به حزب مهستان ایران تغییر داد.
 حزب مهستان ایران از دورۀ ششم خانۀ احزاب در خرداد ۱۳۹۴ به عنوان یکی از چند حزب بنیانگذار به «فراکسیون مستقلین و اعتدال‌گرایان» پیوست.

## تاریخچه
مجوز فعالیت كانون مهستان در ۲۸ دی ۱۳۸۳ به شمارۀ «۱/۴۳/۲۲۴/الف» از سوی وزارت کشور جمهوری اسلامی ایران صادر شد. اعضای هیأت مؤسس این کانون مهدی پورنامداری، سیاوش رضایی، محمدعلی رهنما، امیرپیمان شریفی، علیرضا بستان‌دوست، امیرحسین امیرمعزی،‌ و مهیار پازوكی بودند و دبیرکلی آن را مهدی پورنامداری برای مدت بیست سال بر عهده داشت.
کانون مهستان به همراه پنج حزب «حزب ترقی ایران»، «حزب پاک ایران»، «حزب فرزندان ایران»، «سازمان رهروان فردا» و «مجمع دانش‌آموختگان و دانشجويان استان گلستان» در ۱۰ اردیبهشت ۱۳۸۶ «ائتلاف خلیج فارس» را تشکیل داد. فعالیت این ائتلاف طی سال‌های ۱۳۸۶ تا ۱۳۸۸ به صدور بیانیه‌هایی دربارۀ مسائلی مانند تمامیت ارضی، نام خلیج فارس، سهم ایران از دریای مازندران، اجرای اصل ۵۰ قانون اساسی (مسائل زیست‌محیطی) محدود بود. همزمان دبیرکل حزب مهستان مهدی پورنامداری در انتخابات دورۀ سوم خانۀ احزاب به عنوان بازرس و در دورۀ چهارم به عنوان عضو علی‌البدل شورای مرکزی انتخاب شد.
کانون مهستان در قالب ائتلاف خلیج فارس در انتخابات ریاست‌جمهوری ۱۳۹۲ ایران از حسن روحانی و دولت اعتدال‌گرایان حمایت کرد. پس از آن به عضویت «شورای هماهنگی جبهه اصلاح‌طلبان» (به ریاست محمدجواد حق‌شناس عضو حزب اعتماد ملی) درآمد که در گذشته با نام‌های «جبهه تحکیم دموکراسی» و «جبهه مردم‌سالاری» فعالیت می‌کرد. کانون مهستان یکی از ۶۲ حزبی بود که در دی ۱۳۹۲ به نخستین نشست هم‌اندیشی دولت حسن روحانی در وزارت کشور دعوت شدند.
در کنگرۀ چهارم که در ۳ خرداد ۱۳۹۷ در مکان کانون توحید تهران برگزار شد، اساسنامه‌ و مرام‌نامۀ جدید و تغییر نام «کانون مهستان» به «حزب مهستان ایران» توسط هیأت رییسۀ کنگره مطرح و به رأی گذاشته‌شد که مورد تأیید اکثریت حاضران قرار گرفت. در این کنگره همچنین مهدی پورنامداری، علیرضا افشاری، سوگل قائمی، فراز چمنی، محمد درویش، سعید طهماسبیان، میثم موحدفرد، علیرضا هادیان، بهزاد کاظمی، محمد پارسیون، نسرین مرادی، جواد رنجبر درخشی‌لر، اشکان رحمانی، سیاوش میرزایی و فرهاد ناصر به عنوان ۱۵ عضو اصلی شورای مرکزی؛ و میترا اعتضادی، سهیل مقیمی و امیرعبدالرضا سپنجی به عنوان ۳ عضو علی‌البدل شورای مرکزی؛ و امیر نیک‌اعتقاد، محمدرضا آشتیانی‌پور و محمدرضا عظیمی به عنوان بازرسان اصلی مجمع عمومی؛ و افشین یزدانی و مهدی جعفری نوگورانی به عنوان بازرسان علی‌البدل مجمع عمومی برگزیده‌شدند و مهدی پورنامداری نیز در مقام دبیرکل حزب مهستان ایران ابقاء شد. سپس درخواست تغییر نام حزب به‌صورت رسمی به کمیسیون مادۀ ۱۰ وزارت کشور ارسال شد
 که مورد تأیید وزارت کشور قرار گرفت.</ref>

حزب مهستان در انتخابات یازدهمین دورۀ مجلس شورای اسلامی از وزارت کشور مجوز فعالیت سیاسی و انتخاباتی دریافت کرد و با نام و نشان حزبی خود فعالیت کرد، هر چند فعالیت چشمگیری نداشت.
در ۱۹ آذر ۱۴۰۲ دبیرکل حزب مهستان تغییر کرد و محمد پارسیون به جای مهدی پورنامداری که از ابتدای فعالیت حزب سمت دبیرکلی را بر عهده داشت، انتخاب شد.

## کنگره‌ها
حزب مهستان چهار کنگرۀ حزبی برگزار کرده‌است.
- کنگرۀ اول، ۱۳۸۴.
- کنگرۀ دوم، ۱۳۸۶.
- کنگرۀ سوم، ۱۳۹۵.
- کنگرۀ چهارم، ۳ خرداد ۱۳۹۷.

این حزب همچنین گردهمایی‌های سالانه‌ای را با حضور اعضای خود برگزار می‌کند.